# تونگوراهوا
تونگوراهوا (به اسپانیایی: Tungurahua) یک کوه در اکوادور است که در اکوادور واقع شده‌است.

## خصوصیات
تونگوراهوا ۵٬۰۲۳ متر بالاتر از سطح دریا واقع شده‌است.